# Павлодарська ТЕЦ-1
52°15′0″ пн. ш. 77°3′43″ сх. д. / 52.25000° пн. ш. 77.06194° сх. д.
Павлода́рська ТЕЦ-1 — теплова електростанція на північному сході Казахстану. Належить до комплексу Павлодарського алюмінієвого заводу.
У 1964—1969 роках на майданчику станції ввели в дію чотири п'ять парових котлів виробництва Барнаульського котельного заводу — два типу БКЗ-320-140-1 продуктивністю по 320 тонн пари на годину (котли 1 та 2) та два типу БКЗ-420-140-1 продуктивністю по 420 тонн пари на годину (котли 3 та 4) і один типу БКЗ-420-140-3 продуктивністю 420 тонн пари на годину (котел 5). Вони живили п'ять парових турбін від Ленінградського металічного заводу потужністю по 50 МВТ — дві типу ПТ-50-130/13 (стали до ладу в 1964, станційні номери 1 та 2), дві типу Р-50-130/13 (введені у 1965 та 1967, номери 3 та 4) і одна типу Т-50-130 (1969, номер 5).
Згодом котельне господарство підсилили ще трьома котлами виробництва Барнаульського котельного заводу продуктивністю по 420 тонн пари на годину — одним типу БКЗ-320-140-3 (1975) та двома типу БКЗ-420-140-5 (1983 та 1989). При цьому в 1982-му встановили одну турбіну Ленінградського металічного заводу типу ПТ-80/100-130/13 потужністю 80 МВт (номер 6).
Не пізніше середини 1980-х турбіни № 1 та № 2 були модернізовані до рівня ПТ-60-130/13 зі збільшенням потужності до 60 МВт, а у 1989 та 1993 роках їх повторно модернізували до рівня ПТ-65/75-130/13.
У 2003-му турбіну № 4 замінили на нову такого ж типу, а у 2008-му турбіну № 5 замінили турбіною типу Т-60/65-130. Крім того, з 2004 по 2007 роки провели модернізацію всіх котлів зі збільшенням їх продуктивності — до 400 тонн пари на годину (котли 1 та 2) або 460 тонн пари на годину (котли 3—8).
Як паливо ТЕЦ споживає вугілля.
Для видалення продуктів згоряння звели три димарі — два висотою по 150 метрів та один заввишки 240 метрів.
Вода для охолодження надходить з Іртишу.
Видача продукції відбувається по ЛЕП, що працюють під напругою 110 кВ та 36 кВ.